# 江口實沙

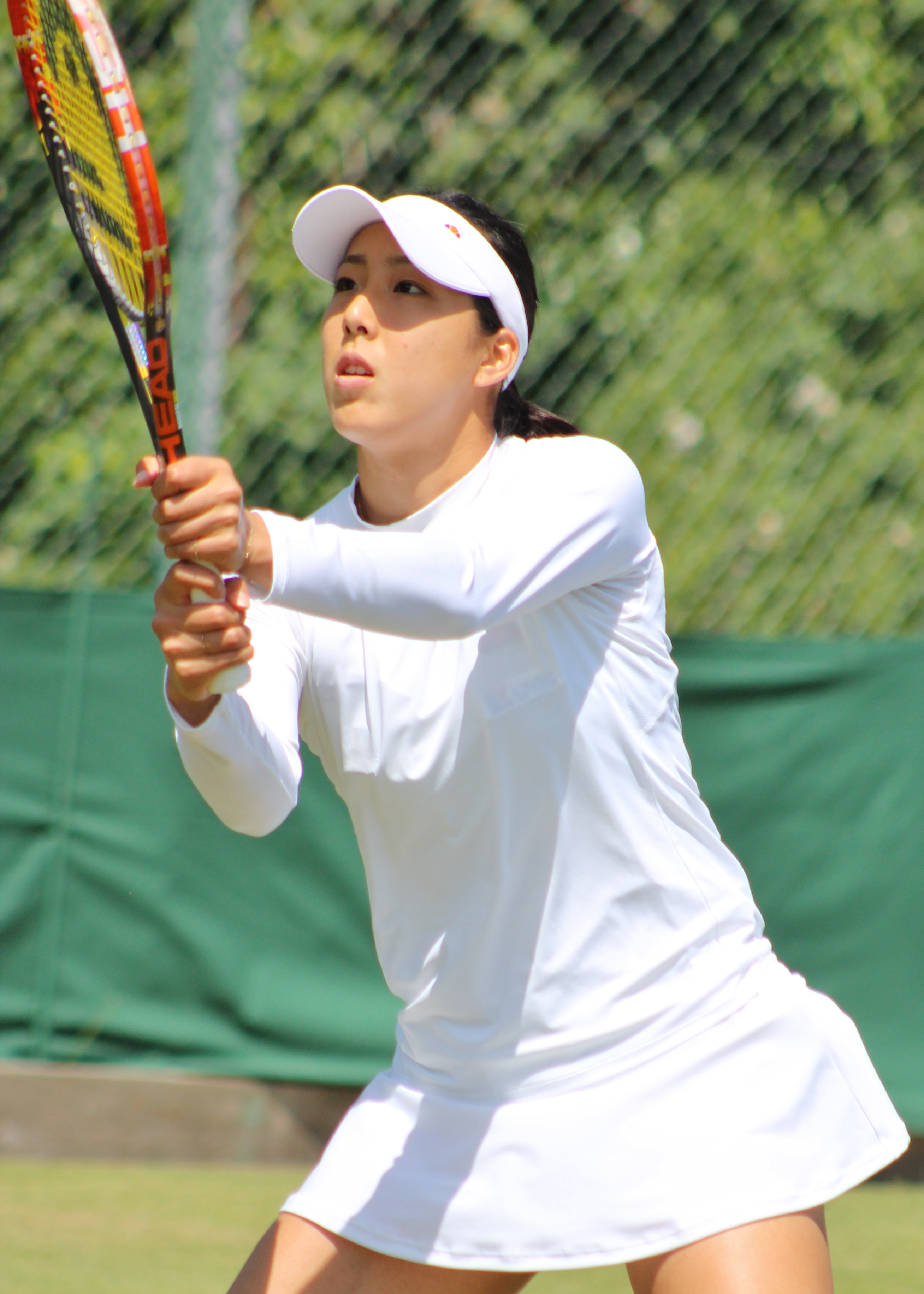
江口　実沙

江口實沙（エグチ　ミサ，1992年4月18日—）是一位日本網球運動員，福岡縣小郡市人。2015年1月21日女子單打世界排名達到生涯最高的121。

## 外部連結
- 江口實沙的国际女子网球协会官方資料（英文）
- 江口實沙的國際網球總會 職業／青少年 官方資料（英文）
- Fed Cup - Player profile - Misa EGUCHI (JPN) （页面存档备份，存于）
- プレーヤー:江口　実沙 - 日本テニス協会公式サイト （日語）